# Михайлова, Татьяна Ивановна
Татьяна Ивановна Михайлова (23 февраля 1978) — российская футболистка, нападающая.

## Биография
Считается первой профессиональной футболисткой в Бурятии. На уровне высшего дивизиона России выступала в 2002—2003 годах за клуб «Энергетик-КМВ» (Кисловодск), в сезоне 2003 года провела 3 матча. В 2004 году играла в высшем дивизионе за «Нику» (Нижний Новгород). Также играла в первом дивизионе за клубы Красноярска, Перми, Иркутска, Читы[уточнить].
После окончания игровой карьеры работала тренером детских и студенческих команд по футболу и мини-футболу в Бурятии, тренировала женскую сборную республики. С командой ВСГУТУ неоднократно становилась чемпионкой Бурятии.
Окончила Забайкальский государственный гуманитарно-педагогический университет имени Н. Г. Чернышевского.